# Camera silens (Band)
Camera silens war eine französische Punkband in den 1980er Jahren. 

## Geschichte
Gilles Bertin gründete im Sommer 1981 in Bordeaux das Projekt zusammen mit dem Schlagzeuger Philippe Schneiberger, Gitarrist wurde Benoit Destriau. Den Bandnamen wählten sie inspiriert durch die Gefangenschaft der RAF-Terroristen Andreas Baader und Ulrike Meinhof, wobei in Wirklichkeit dabei keine Camera silens (auch als Blackbox bezeichnet) im klassischen Sinn verwendet wurde. Nach ersten Demos und Compilations-Beiträgen veröffentlichte die Band 1985 das Album Réalité mit einer Auflage von 8000 Stück. 1986 verließ Bertin die Gruppe und Benoit Destriau, der auch zuvor schon teilweise neben Bertin den Gesang übernommen hatte, wurde nun zum einzigen Sänger. Mit François Borne stieß zudem ein Saxophonspieler zu der Gruppe, was den Stil der Band auch auf dem zweiten Album Rien qu’en trainant, das 1987 erschien, entscheidend beeinflusste. Am 10. Dezember 1987 nahm die Gruppe noch ein Konzert in Clermont-Ferrand auf und veröffentlichte den Auftritt. Im Mai 1988 löste sich die Gruppe schließlich auf. Danach erschienen 1992 noch die CD Best-of „84–87“ und 2003 Neuveröffentlichungen der beiden Studioalben aus den 80ern samt Bonusmaterial.

## Mitglieder
- 1981–1986: Gilles Bertin (Gesang)
- 1981–1988: Benoit Destriau (Gesang und Gitarre)
- 1981–1982: Philippe Schneiberger (Schlagzeug)
- 1983–1988: Eric Ferrer (Bass)
- 1983–1984: Nicolas Mouriesse, alias Boubou (Schlagzeug)
- 1984–1988: Bruno Cornet (Schlagzeug)
- 1986–1988: François Borne (Saxophon)

## Diskografie

### Alben
- 1985: Réalité
- 1987: Rien qu’en trainant
- 1987: Une dernière fois (live, Riot tapes)

### Kompilationen
- 1992: Best-of „84–87“ (Sirène productions)